# Callistege mi
Callistege mi là một loài bướm đêm trong họ Erebidae.